# Squatina mexicana
Squatina mexicana — вид рода плоскотелых акул одноимённого семейства отряда скватинообразных. Эти акулы встречаются в западной части Атлантического океана на глубине до 180 м. Максимальная зарегистрированная длина 88 см. У них уплощённые голова и тело, внешне они похожи на скатов, но в отличие от последних жабры скватин расположены по бокам туловища и рот находится в передней части рыла, а не на вентральной поверхности. Не представляют интереса для коммерческого рыбного промысла. 

## Таксономия
Впервые вид был научно описан в 2007 году. Голотип представляет собой  самца длиной 88 см, пойманного на континентальном шельфе Тамаулипаса (22°58′ с. ш. 97°28′ з. д.) на глубине 71 м. Паратипы: самец длиной 50,2 см, пойманный на континентальном шельфе Юкатана на глубине 177—180 м, самец длиной 49 см, пойманный на континентальном шельфе Табаско на глубине 96 м и самцы длиной 23,2—33,4 см и самка длиной 41,8 см, пойманные там же на глубине 101 м. Вид назван по географическому месту обнаружения (Мексиканский залив).

## Ареал
Squatina mexicana обитают в западной части Атлантического океана в Мексиканском заливе. Эти акулы встречаются на континентальном шельфе на глубине от 71 до 180 м.

## Описание
У Squatina mexicana довольно стройное уплощённое тело и характерные для скватин крыловидные грудные  и брюшные плавники. Ряд увеличенных шиповидных плакодиных чешуй вдоль средней линии дорсальной поверхности туловища отсутствует. Ноздри обрамлены неразветвлёнными кожными лопастями. Передние тонкие лопасти длиннее задних. Средние лопасти имеют четырёхугольную форму. Позади глаз имеются брызгальца. Спинные плавники имеют схожую форму и размер, сдвинуты назад, их основание равно 1,75 их высоты. Окраска серого без  «глазков». На передних краях грудных плавников имеются по 2 отчётливых тёмных пятна. Тело покрыто плакоидными чешуями, у которых позади имеются 3 киля, основание чешуй в 4 раза меньше их длины. По обе стороны от симфиза верхней и нижней челюсти имеются по 10 гладких треугольных и 9—10 прямых зубов соответственно.

## Взаимодействие с человеком
Вид не представляет интереса для коммерческого рыбного промысла. Международный союз охраны природы еще не оценил статус сохранности данного вида.  